# Pseudoparonellides
Pseudoparonellides är ett släkte av urinsekter. Pseudoparonellides ingår i familjen Paronellidae.
Kladogram enligt Catalogue of Life:
| Pseudoparonellides | \| \| Pseudoparonellides badius \| \| \| \| \| \| Pseudoparonellides cryptodontus \| \| \| \| |
|                    | \| \| Pseudoparonellides badius \| \| \| \| \| \| Pseudoparonellides cryptodontus \| \| \| \| |
|                    | Glacialoca                                                                                    |
|                    |                                                                                               |
|                    | Micronellides                                                                                 |
|                    |                                                                                               |
|                    | Parachaetoceras                                                                               |
|                    |                                                                                               |
|                    | Paronana                                                                                      |
|                    |                                                                                               |
|                    | Paronellides                                                                                  |
|                    |                                                                                               |
|                    | Pseudoparonella                                                                               |
|                    |                                                                                               |
|                    | Salina                                                                                        |
|                    |                                                                                               |
|                    | Pseudoparonellides badius                                                                     |
|                    |                                                                                               |
|                    | Pseudoparonellides cryptodontus                                                               |
|                    |                                                                                               |

|  | Pseudoparonellides badius       |
|  |                                 |
|  | Pseudoparonellides cryptodontus |
|  |                                 |